# テオバルド・シャルトラン
テオバルド・シャルトラン（Théobald Chartran、1849年7月20日 - 1907年7月16日）はフランスの画家である。歴史画や肖像画を描いた。

## 略歴
ドゥー県のブザンソンの法律家、役人の息子に生まれた。ブザンソンの高校時代から似顔絵が得意で、教師たちの似顔絵を描いた。法律家に進むことを期待されていたが、地元の美術館で模写して絵の修行をして、18歳でパリにでて、エコール・デ・ボザールに入学し、アレクサンドル・カバネルのアトリエで学んだ。
1877年に歴史画を描き、ローマ賞を受賞し、新進の画家として認められ、有力者や上流階級の人々からの肖像画の注文を受けるようになった。肖像画を描いた人物には後に大統領になるマリー・フランソワ・サディ・カルノーやローマ教皇レオ13世 や女優のサラ・ベルナールらがいる。
1886年にソルボンヌ大学の建物の装飾画の製作の依頼を受けて、3年間の年月をかけて、科学史のエピソードを題材に9枚の油絵を完成させた。同時期にパリのいくつかの公共施設の装飾画を手掛けた。
「T」という署名で、イギリスの娯楽誌『バニティ・フェア』のカリカチュアも描いた。

## 作品

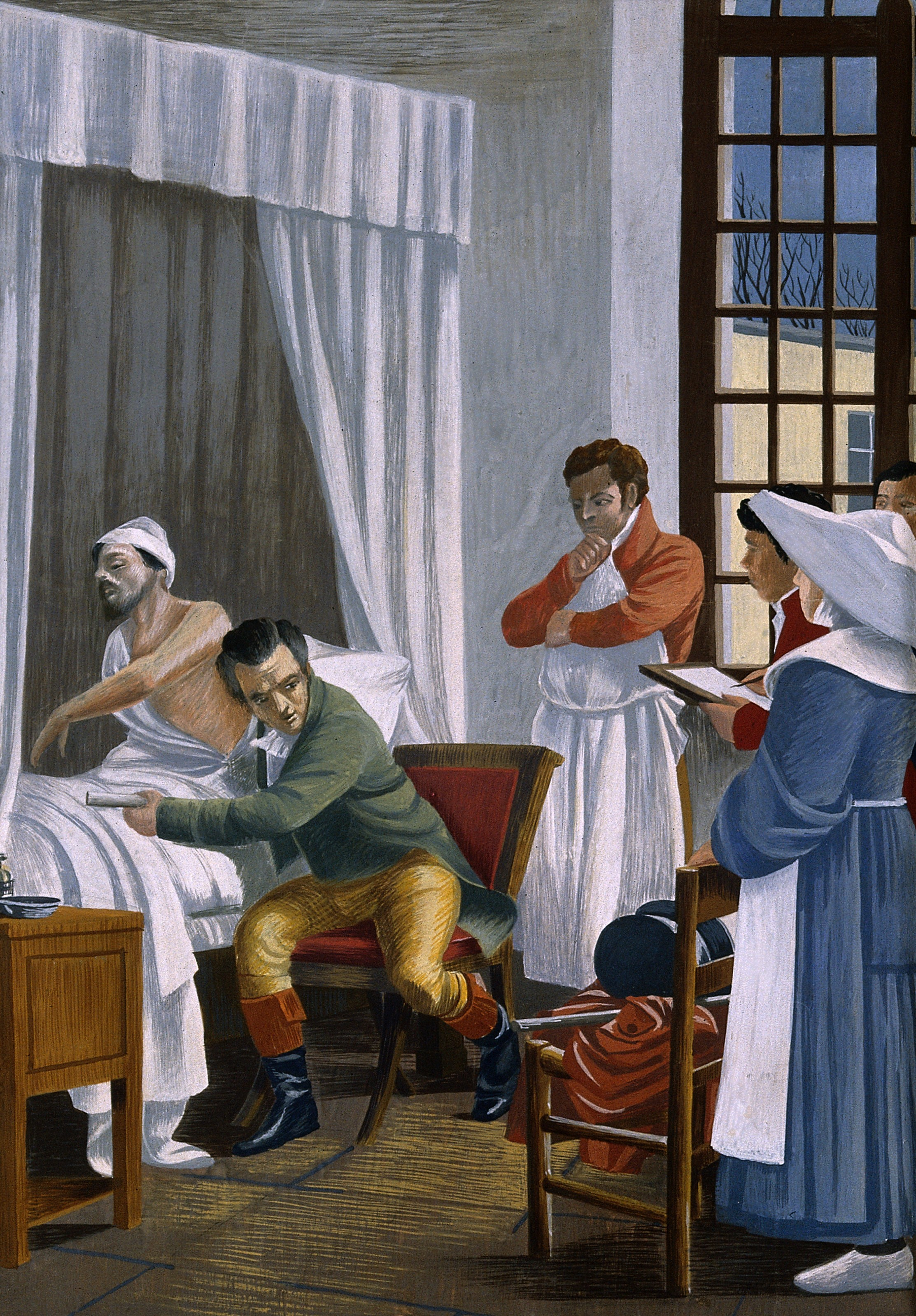
「結核患者を診断するルネ・ラエンネック」
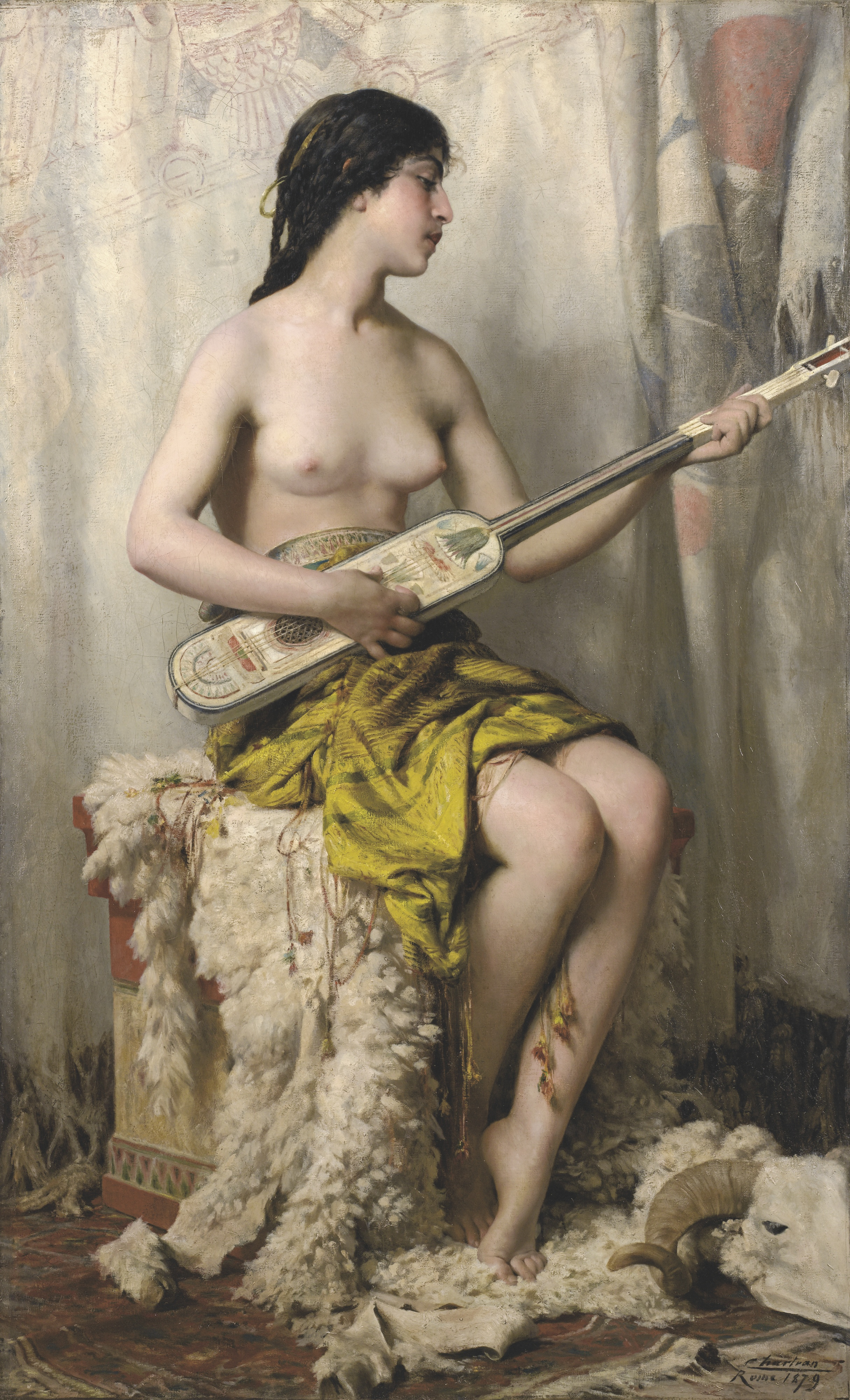
「リュートを弾く女」
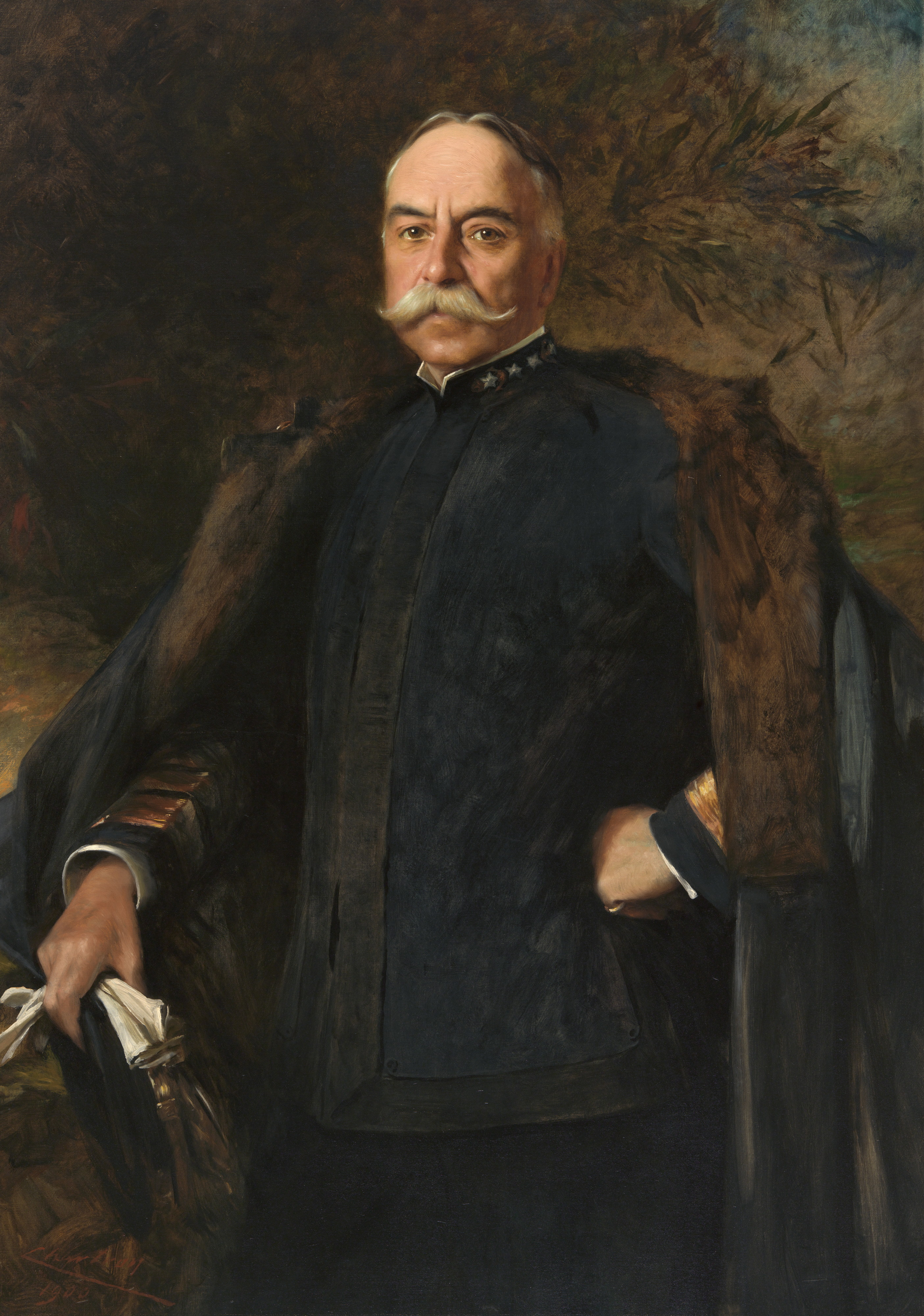
George Dewey-軍人
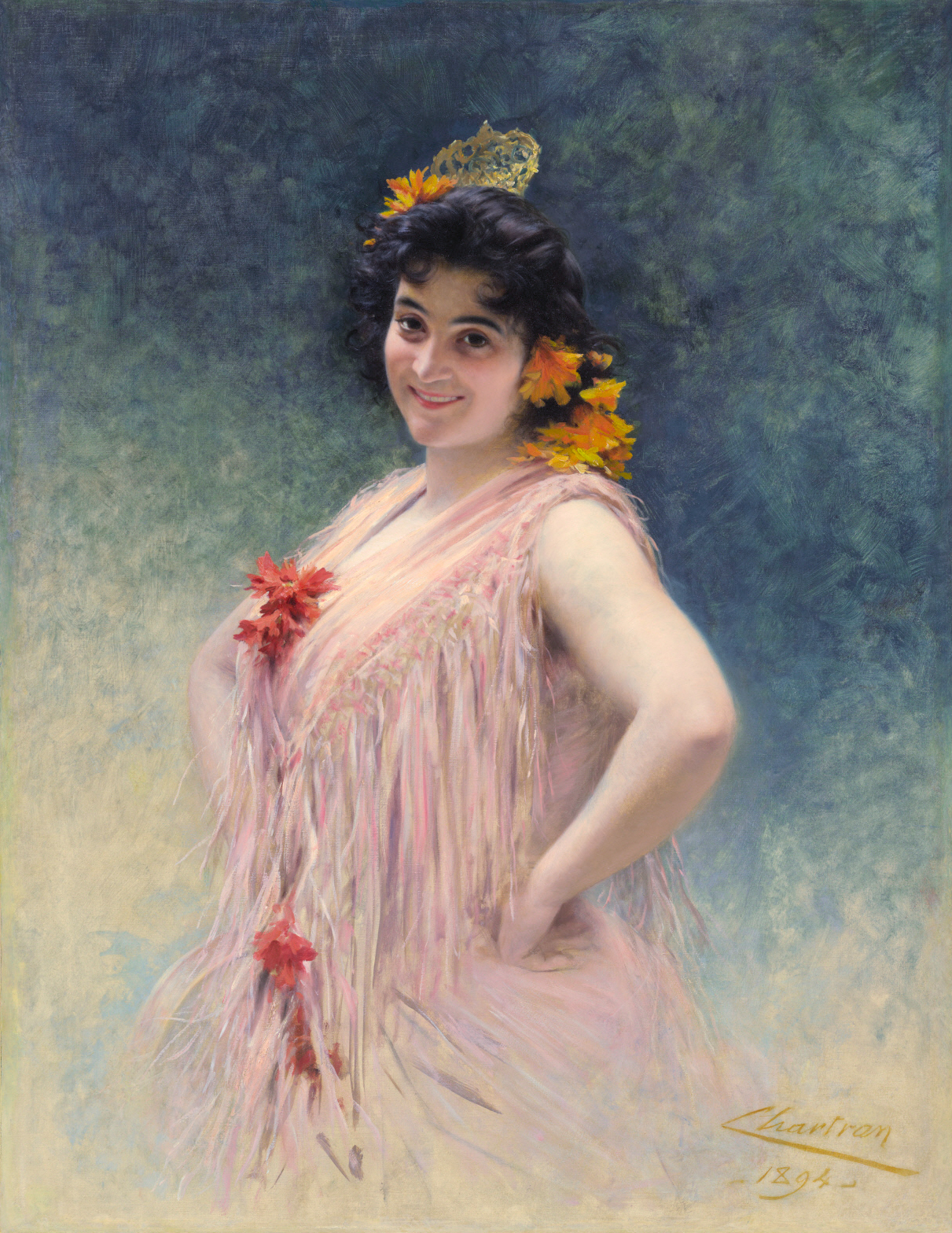
エマ・カルヴェ-歌手

### バニティ・フェアのカリカチュア

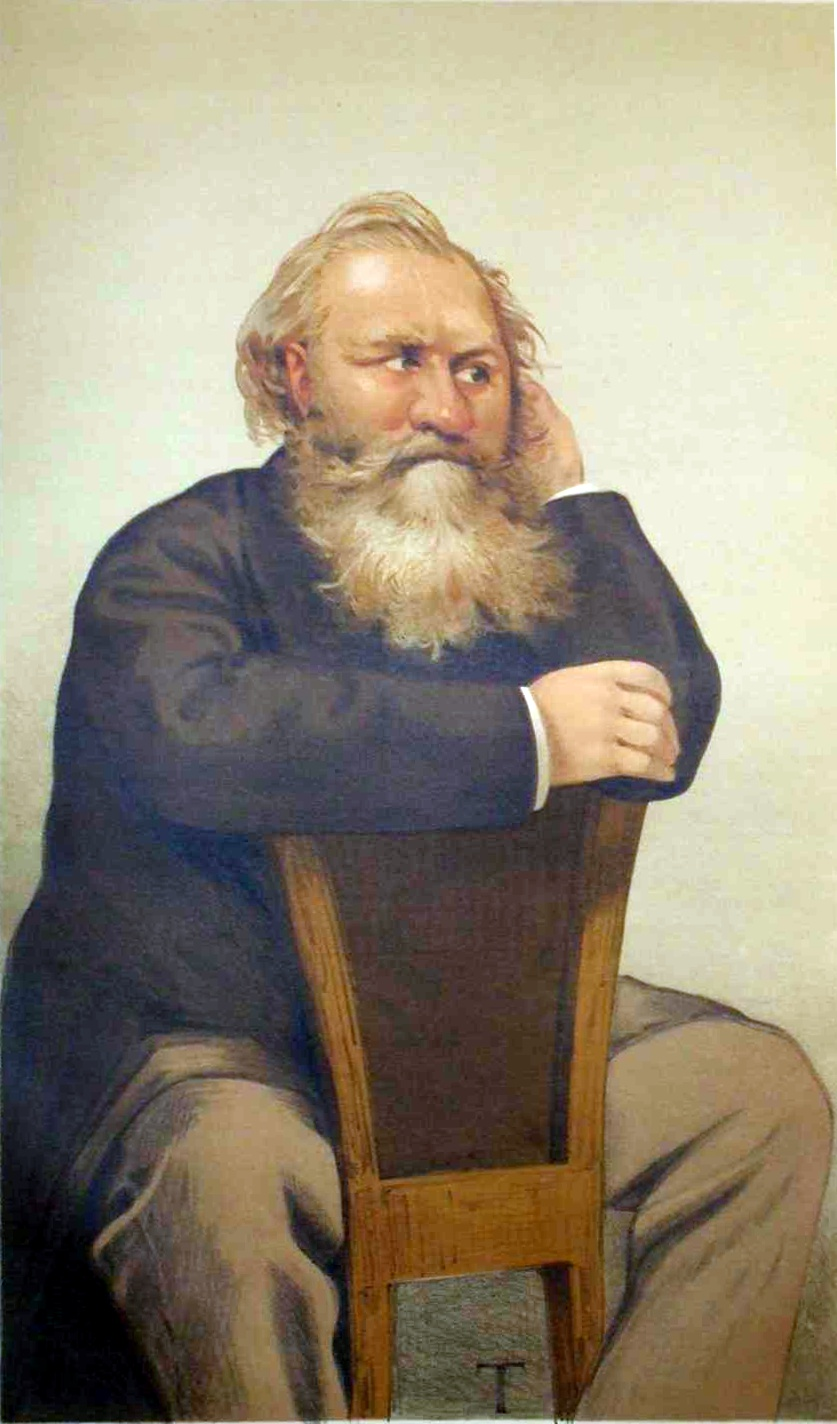
シャルル・グノー
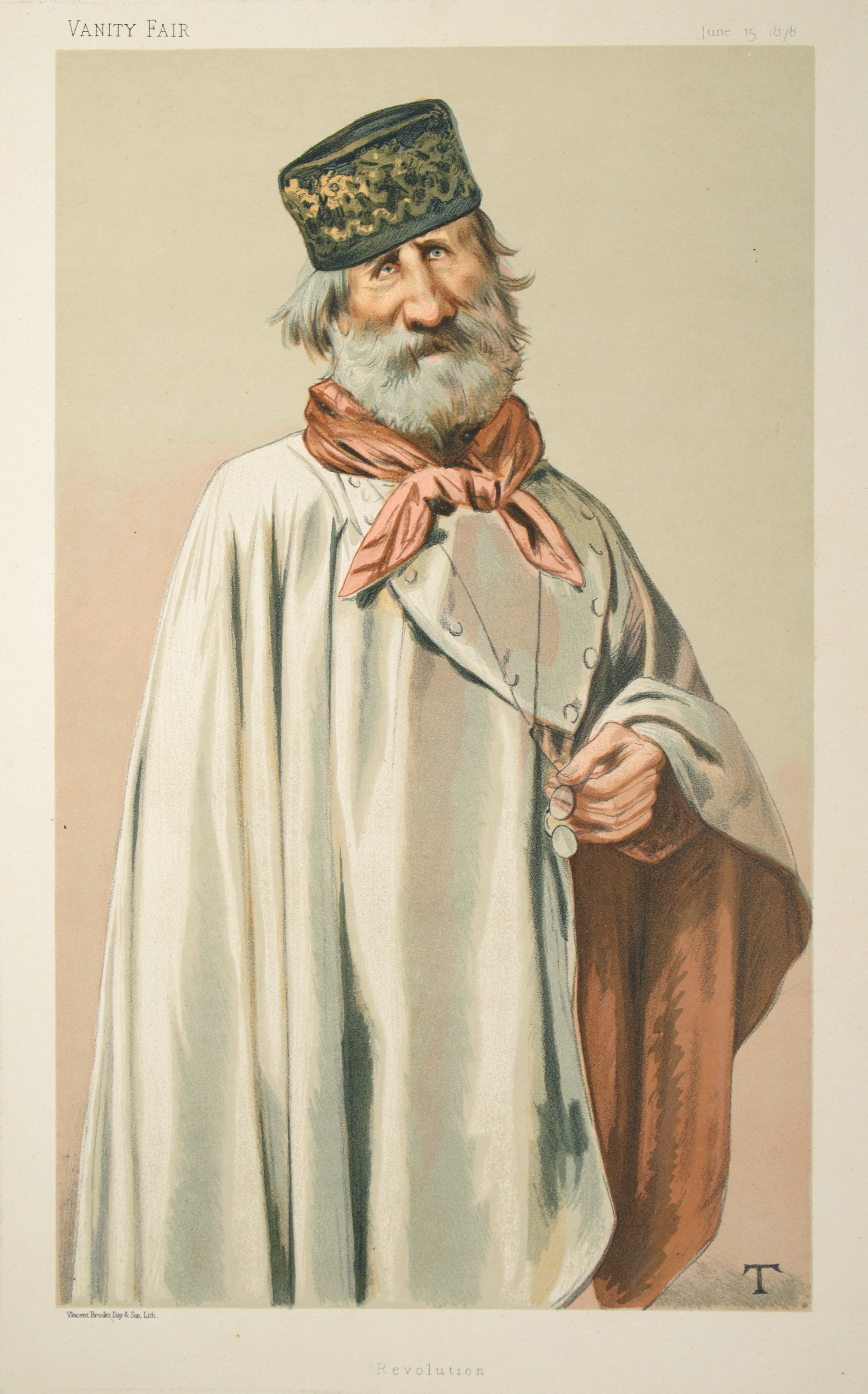
ジュゼッペ・ガリバルディ
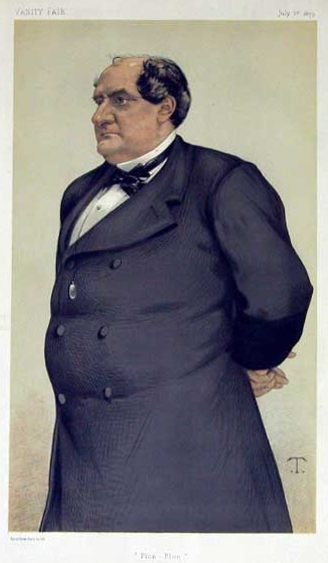
ナポレオン公
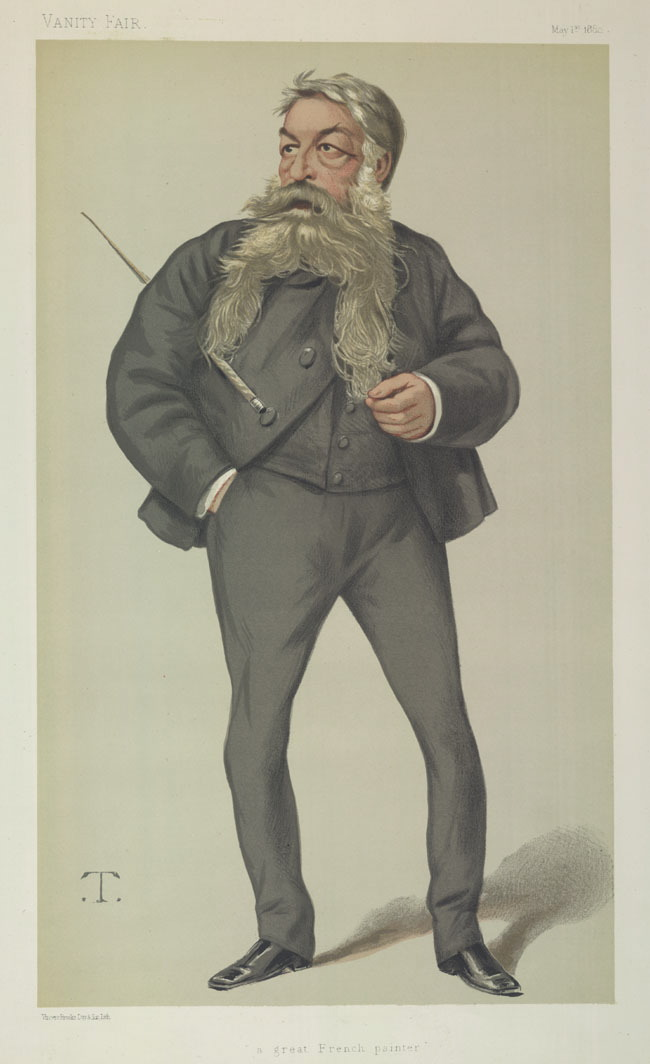
エルネスト・メソニエ
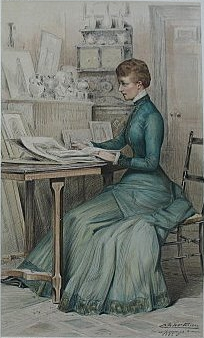
アレクサンドラ・オブ・デンマーク